# Agaj-Han
Agaj-Han. Powieść historyczna – powieść historyczna Zygmunta Krasińskiego z lat 1831–1832, osnuta wokół perypetii życiowych Maryny Mniszchówny.

## O utworze
Pracę nad powieścią rozpoczął Krasiński w Genewie w październiku 1831. Początkowo nosiła nazwę Maryna królowa. Została ukończona 7 stycznia 1832 roku i wydana w 1833 (z podaną datą 1834) we Wrocławiu, pod pseudonimem „A.K.” (Adam Krasiński). Mimo braku aktualnych odniesień historycznych utwór posiadał jednak pewną aktualność historyczną. Poetę zafascynował temat wielkiej katastrofy politycznej i okrucieństwa zdobywców. Był świadom nowatorstwa powieści w historii literatury polskiej, jak i w jego własnym dorobku. W Agaj-Hanie szukał sensu wydarzeń historycznych, nie zadowalając się malowniczością tła czy frenezją wydarzeń. Śmiało eksperymentował, korzystając z doświadczeń genewskich z liryczną prozą poetycką.
Fabułę swojej powieści osnuł Krasiński wokół ponurej historii Maryny Mniszchówny, żony Dymitra Samozwańca, pretendenta do tronu carów moskiewskich i jej ostatniego obrońcy, atamana Zaruckiego. Opis wydarzeń zaczerpnął z Dziejów panowania Zygmunta III Juliana Ursyna Niemcewicza. Zwięzłą relację kronikarką ubarwił wytworami swojej wyobraźni. Całkowicie fikcyjna jest między innymi postać tytułowego bohatera Agaj-Hana.

## Historiozofia i orientalizm
Utwór przynosi konsekwentną koncepcję historiozoficzną. Rosja jest w powieści krajem skazanym na zagładę, a narzędziem zniszczenia są Polacy. Krasiński używa analogii pomiędzy wyprawą Żółkiewskiego a zdobyciem Meksyku przez Hiszpanów w XVI wieku pod wodzą Cortazara albo złupieniem Rzymu przez barbarzyńców. Obydwa te porównania nie przynosiły chwały Polakom, autor był jednak wówczas zafascynowany bohaterstwem dzikich zdobywców i ich nieprzeciętnych dowódców. Dążył do rehabilitacji barbarzyństwa. W tym pierwotnym świecie widział nowe wartości moralne i estetyczne. Uczestnicy wyprawy na Moskwę urzekali go swym poczuciem wolności, swobodą, hulaszczym życiem. Dlatego powieść imponuje przede wszystkim swym rozmachem, wspaniałą panoramą historyczną, w której dominują dzikość, groza i rozmiary katastrofy.
Zdobyczą Krasińskiego, w porównaniu z wcześniejszymi powieściami, było uwrażliwienie na odrębność epok historycznych, kontrastów cywilizacyjnych, kultur i obyczajów. Krasińskiego urzeka malowniczość kontrastów. Wydobywa elementy orientalne w kulturze staropolskiej. Fascynuje się ścieraniem się kultury zachodniej, polskiego katolicyzmu i szlacheckich obyczajów ze światem kultury rosyjskiej i tatarskiej. Postać Agaj-Hana nadaje powieści koloryt orientalnej baśni. W jego charakterze wydobywa poeta cechy tradycyjnie uważane za orientalne: namiętną zmysłowość i przesadę. W opisie orientalnego środowiska nie troszczy się o precyzję i ścisłość. Gromadzi detale, by dać syntezę romantycznych pojęć o Wschodzie. Metoda ta spotykała się z krytyką. Autorowi nie chodziło jednak o prawdę historyczną, ale o syntetyczną wizję poetycką.

## Bohaterowie
Charakterystyczną cechą bohaterów powieści jest uwypuklenie w nich tych cech, które wskazują na ich przynależność do określonej cywilizacji. Główna postać powieści, początkowo tytułowa, Maryna Mniszchówna w pełni dorasta do romantycznych wyobrażeń o wielkiej heroinie. Krasiński ukształtował ją na wzór królowej Szkocji Marii Stuart. Jest ona podobnie opętana żądzą władzy, zagadkowa, staje się ofiarą swych namiętności politycznych i ambicji. Pociąga swą urodą wielbicieli, których następnie gubi, tak jak i swych wrogów. Postać Maryny i hetmana Zaruckiego fascynowała Krasińskiego przede wszystkim dlatego, że byli przedstawicielami ginącego świata. Przedstawienie wielkości ginącego Zaruckiego nasuwa na myśl samotność i tragiczną wielkość ginącego hrabiego Henryka z Nie-boskiej komedii. Ostatecznie jednak problematyka zagłady starego świata ustąpiła przed tematem orientalnym, co przyniosło zmianę tytułu powieści.

## Styl
Stylizacja orientalna otwarła przed Krasińskim nowe możliwości w zakresie prozy poetyckiej. Wykorzystując doświadczenia z okresu warszawskiego, gdzie po raz pierwszy wykorzystał ekspresyjność języka do podkreślania brzydoty i koszmaru życia, dążył obecnie do zrytmizowania wypowiedzi, akcentując ważniejsze słowa i dbając o muzyczne zharmonizowanie całości, przez co potęgował wymowę całości. Dążąc do rytmizacji stosuje Krasiński częste powtórzenia słowne i składniowe, rozbudowuje wyliczenia przedmiotów i czynności. Mnożenie wyliczeń nie służy konkretyzacji obrazu, lecz wzmożeniu ekspresji, przytłoczeniu czytelnika intensywnością, stwarzającemu wrażenie chaosu lub przepychu. Autor nie skupiał się na konkrecie. Oczarowywała go niezwykłość egzotycznych słów, dzięki którym wzmagała się wyrazistość poetyckiego przekazu.